# 톱스타
《톱스타》는 2013년에 개봉한 대한민국의 드라마 영화이다.

## 줄거리
성실하고 우직한 매니저 태식(엄태웅). 그의 꿈은 스타를 빛나게 만드는 사람이 아닌 스타, 그리고 배우였다. 그에게 어느 날 한줄기 빛과 같은 기회가 찾아온다. 태식의 우상이자 대한민국 최고의 톱스타인 원준(김민준)이 실수로 음주운전 뺑소니 사고를 일으킨 것. 태식은 원준을 대신해 거짓 자수를 하고, 원준은 보답으로 자신이 주인공인 드라마의 작은 배역을 따게 해준다. 그토록 간절히 바라왔던 배우의 꿈을 이루게 된 태식. 하지만 높은 곳으로 올라갈 수록 태식의 욕망은 점점 커져만 간다. 태식은 이제 원준의 자리를 위협하는 톱스타가 되었고, 수 년을 바라만보던 원준의 애인이자 드라마 제작자인 미나(소이현)까지 욕심 낸다. 원준은 자신의 비밀까지 폭로하며 톱스타 자리에 집착하는 태식을 자신만의 방식으로 저지하려고 한다. 그들은 원하는 것을 가지기 위해 어디까지 갈 수 있을까? 미치도록 갖고 싶은 이름 '톱스타

## 등장 인물

### 주인공
- 엄태웅 : 김태식 역
- 김민준 : 장원준 역
- 소이현 : 강미나 역
- 김수로 : 최강철 역

### 그 외 인물
- 이준혁 : 상철 역
- 오성수 : 조실장 역
- 조석현 : 이주복 역
- 정규수 : 김봉수 역
- 강성진 : 박기자 역
- 김진근 : 김성철 감독 역
- 고은이 : 마포퀸 역
- 우기홍 : 정창민 감독 역
- 김기천 : 주자관리원 역
- 강구현 : 촬영조수 역
- 문정수    : 박부장 역
- 유지연 : 이 변호사 역
- 양명헌 : 홍 변호사 역
- 박희건 : 어린태식 역
- 김태민  : 어린상철 역
- 주민하 : 연예 투나잇 리포터 역
- 배중식 : 형사 1 역
- 안태영 : 원준 남자후배 역
- 박아인 : 원준 여자 후배 2 역
- 방수진 : 여고생 1 역
- 최리호 : 분식트럭남자 1 역
- 김범준 : 클럽블루 키스남 역
- 홍지영 : 바람속으로 무대인사 사회자 역

### 특별출연
- 안성기 : 김경민 역
- 김구택 : 구태진 감독 역
- 한수진 : 뉴스앵커 2 역